# Szórási tartomány
A szórási tartomány vagy broadcast domain a számítógép-hálózat olyan logikai felosztása, amiben minden hálózati csomópont (node) képes elérni egymást az adatkapcsolati rétegen keresztül broadcast (üzenetszórás) segítségével. A szórási tartományt egyszerűbb esetben ugyanazon a LAN-on lévő gépek alkotják, de távolabbra is kiterjedhet, amennyiben csomagtovábbítás történik más LAN szegmensek felé.
A jelenleg népszerű hálózati technológiákat nézve: az ugyanarra az Ethernet repeaterre vagy hálózati kapcsolóra csatlakozó számítógépek ugyanabba a szórási tartományba tartoznak. Továbbá, az egymással összekötött switchek/repeaterek ugyanabba a csoportjához csatlakozó számítógépek szintén ugyanabba a szórási tartományba tartoznak. Útválasztók és más, magasabb hálózati rétegbeli eszközök képeznek határokat a szórási tartományok között.
Ezzel kontrasztba állíthatók az ütközési tartományok, amiket az egymással összekötött repeaterekre csatlakozó csomópontok alkotnak, és tanulásra képes hálózati hidak és hálózati kapcsolók választják el őket egymástól. Az ütközési tartományok általában kisebbek a szórási tartományoknál, és azokon belül foglalnak helyet.
Míg bármilyen 2. szintbe tartozó eszköz képes elválasztani az ütközési tartományokat, a szórási tartományokat csak 3. rétegbeli eszközök választják el, mint az útválasztók vagy a 3. rétegbeli (Layer 3) switchek.

## További magyarázat
A szórási és ütközési tartományok közötti megkülönböztetés azon alapszik, hogy az egyszerű Ethernet és hasonló rendszerek közös jeltovábbító rendszert használnak. Az egyszerű (hálózati kapcsolók vagy hidak nélküli) Ethernet hálózatban az adatkereteket minden hálózati csomópont megkapja. A csomópontok megvizsgálják a keret célcímét, és figyelmen kívül hagynak minden olyan keretet, ami nem a saját MAC-címükre vagy a broadcast címre lett elküldve. Ha két csomópont egyszerre próbál adni a hálózaton, ütközés történik. A repeaterek minden keretet továbbítanak a hálózati szegmensek között, így az ütközés lehetősége is propagálódik az összekapcsolt hálózati szegmensekben.
A hálózati kapcsolók ellenben pufferként működnek, fogadják és elemzik minden csatlakoztatott hálózati szegmens kereteit. Azokat a kereteket, amiknek a forrás- és célcíme ugyanabban a hálózati szegmensben van, nem továbbítja a switch. Azokat a kereteket, amik egy másik szegmensen lévő csomópont felé tartanak, csak a cél szegmensébe küldi tovább. Kizárólag a broadcast keretek továbbítódnak minden hálózati szegmensbe. Ez csökkenti a felesleges hálózati forgalmat és az ütközések lehetőségét.
Egy ilyen kapcsolt hálózatban a továbbított kereteket nem minden esetben kapja meg minden elérhető csomópont. Elvileg kizárólag a broadcast keretek jutnak el minden csomóponthoz. Az ütközések lokalizálódnak arra a hálózati szegmensre, ahol történnek. Így tehát, a szórási tartomány az egész összekötött második szintű (Layer 2) hálózatból áll, a kapcsoló/híd portjaira csatlakoztatott szegmensek pedig egy-egy ütközési tartományt alkotnak.
Nem minden hálózati rendszerben vagy közegben léteznek szórási/ütközési tartományok. Például a PPP esetében egyik sem létezik.

## A szórási tartomány szabályozása
Kellően kifinomult hálózati kapcsoló használatával lehetséges olyan hálózat létrehozása, amiben a hagyományos szórási tartomány fogalma szoros ellenőrzés alatt áll. Az ötlet egyik lehetséges megvalósítását privát VLAN-nak (private VLAN) nevezik. Egy másik megvalósítás Linuxon és az ebtables program használatán alapul. Több VLAN létrehozásával a szórási tartományok száma megnő, de mindegyikük mérete lecsökken. Ez azért van, mert minden VLAN technikailag egy szórási tartományt valósít meg.
Ezt úgy érik el, hogy kijelölnek egy vagy több „szerver” vagy „provider” (szolgáltató) csomópontot, akár MAC-cím, akár switchport szerint. Kizárólag ezek forráscímeiről engedélyezzük, hogy a broadcast keretek a hálózat minden csomópontjára eljussanak. Az egyéb forráscímekről érkező broadcast kereteket kizárólag a szerver/provider csomópontokhoz juttatják el. Az a hálózati forgalom, ami nem a szerver/provider címekről indul, és nem is oda érkezik (azaz a peer-to-peer forgalom), blokkolásra kerül.
Az eredmény egy olyan hálózat, ami névlegesen egy osztott adatátviteli rendszerre épül, mint az Ethernet, de amiben a kliensek nem tudnak egymással kommunikálni, csak a szerver/provider csomópontokkal. Ennek a gyakorlati haszna pl. az internetszolgáltatók esetében van. Ha engednék a közvetlen adatkapcsolati rétegbeli adatforgalmat az előfizetői csomópontok között, azzal a hálózatot különböző támadási lehetőségeknek tennék ki (pl. ARP-hamisítás). A szórási tartomány ilyen kontrolljával egy pont-pont összeköttetésű hálózat előnyeit ötvözni lehet a könnyen hozzáférhető, broadcast-alapú hardverek olcsóságával.

## Fordítás
- Ez a szócikk részben vagy egészben a Broadcast domain című angol Wikipédia-szócikk ezen változatának fordításán alapul.  Az eredeti cikk szerkesztőit annak laptörténete sorolja fel. Ez a jelzés csupán a megfogalmazás eredetét és a szerzői jogokat jelzi, nem szolgál a cikkben szereplő információk forrásmegjelöléseként.